# Flavion
Pour l’article homonyme, voir Flavion (ruisseau).
Flavion est une section de la commune belge de Florennes située en Région wallonne dans la province de Namur.
Ce petit village de l'Entre-Sambre-et-Meuse est traversé par le ruisseau homonyme (le Flavion ou le Floyon). C'était une commune à part entière avant la fusion des communes de 1977.
En 1940, la commune fut le théâtre d'une bataille de chars menée par les divisions blindées françaises du général Bruneau qui arrêtent pendant trois jours les blindés allemands du général Rommel.

## Toponyme
Diverses hypothèses ont été émises concernant l'origine du nom de la localité. Pour l'historien Léopold Génicot, il provient de l'ancien terme germanique "flawjôn" qui signifie "eau courante" .

## Géographie

### Description
Flavion se trouve sur le côté droit de la route 51 Ligny-Feschaux et sur le côté gauche de la route Charlemagne Philippeville-Dinant à 8 km de Florennes, le centre de l'entité. Son altitude varie entre 250 et 260 m pour une étendue de 1 387 ha. Du point culminant, on découvre les villages d'Anthée, Morville, Rosée, Florennes et les pistes de la base militaire.
Flavion est situé dans un fond, au centre d'une vaste plaine et sur la droite de la grand route allant de Dinant à Philippeville. Il se situe à 8 km Est-Nord-Est de Florennes; 15 km Ouest de Dinant; 13,5 km Nord-Est de Philippeville; Sud-Sud-Est de Namur, à 247mt d'altitude au seuil de l'église.
Le village est entouré, au Nord, par Ermeton-sur-Biert (6 km); à l'Est par Serville (6 km); au Sud-Est par Anthée (4 km); à l'Ouest et au Sud-Sud-Ouest par Rosée (3 km).
D'autres communes l'encerclent également: Biesmerée (7 km), Falaën (7 km), Morville (4 km), Stave (6,5 km).
Flavion est inclus dans la région du Condroz et fait ou a fait partie :
du comté de Namur (bailliage de Bouvignes) ;
du département Sambre et Meuse ;
de la province de Namur ;
de diocèse de Liège(jusque 1561) ;
de diocèse de Namur (depuis 1561) ;
de l'arrondissement de Philippeville (administratif) ;
de l'arrondissement de Dinant (judiciaire) ;
de la paroisse de Corenne (1808) ;
de l'entité de Florennes ;
du canton de justice de paix de Florennes (qui est le 30° canton de milice).

## Évolution démographique
- Source: DGS, 1831 à 1970=recensements population, 1976= habitants au 31 décembre

## Histoire
L'histoire de Flavion remonte très loin dans le passé. En effet, on a découvert des vestiges d'habitat préhistorique dans des abris sous roches et une caverne à sépulture.
Un cimetière romain fut découvert au XIXe siècle. De 1858 à 1859, on fouilla et 313 tombes furent dénombrées. On y découvrit des poteries, des armes, des bijoux et autres objets précieux.

### Empire Romain
De la période romaine, il subsiste les substructures d’une villa, des monnaies, plusieurs tombes isolées, deux cimetières dont celui des Iliats avec des bijoux et du mobilier funéraire.

### Moyen Âge
Au XIe siècle, la localité a été le centre d'un marché rural. Flavion faisait partie du domaine comtal de Montaigle et était le centre d'une mairie regroupant Rosée, Fécheroulle et Hayée. 
En 1265, Flavius (Flavion), nom donné par un général romain du même nom, était devenu Flavium et est cité dans la charte de fondation à Walcourt. 
Le village fut maintes fois ravagé par des guerres. En 1430: pillages et mises à sac. En 1493, pillages et prisonniers déportés. En 1554, nouvelle dévastation alors que Flavion dépendait du bailliage de Bouvignes.
Entre-temps, on avait érigé un énorme édifice carré de 12 mètres de côté et dont le rez-de-chaussée était voûté en forme de berceau. Il n'y avait pas de portes extérieures et les murs avaient une épaisseur de 2,80 m. On y accédait au premier étage par une échelle donnant sur une porte bardée de fer. À l'approche des ennemis, c'est là que les habitants cachaient leurs biens les plus précieux. Elle était gardée par une petite garnison. De nombreuses maisons étaient entourées de constructions défensives et il reste encore aujourd'hui une vieille ferme, appelée ferme du château, qui possède un donjon en pierres de taille.

### Bataille de Flavion
Après avoir subi les affres de combats durant la première guerre mondiale, lors de la Seconde Guerre mondiale, en mai 1940, Flavion dut subir une bataille dite bataille de Flavion qui, durant plusieurs jours, opposa les chars français du Général Bruneau et les chars allemands commandés par le général Rommel qui devint par la suite le Maréchal, surnommé « le Renard du Désert »,.
C'est à la ferme du château, citée ci-dessus, que résidèrent bon nombre d'aviateurs américains de la 429e escadrille du 474e groupe de chasse de l'US Air Force qui participèrent à la Bataille des Ardennes de décembre 1944.

## Liste des bourgmestres de 1830 à 1977
- Auguste Dartevelle, de 1894 à 1910, (Parti Libéral).

## Patrimoine, curiosités et folklore
Dans une grotte de l'époque néolithique du territoire de Flavion, on a découvert un squelette couché sur le côté droit, déposé sur le sol naturel, la tête vers le couchant et recouvert d'une épaisse couche de terre de 1,30 m environ.
Le Trou des Nutons situé à l'est du village, à environ 1,5 km de l'église s'ouvre dans un rocher à pic d'une quinzaine de mètres de hauteur. La grotte a défié depuis des siècles bien des explorateurs. Elle fut partiellement explorée par le Père Dom Félix de l'abbaye de Maredsous qui y pénétra jusqu'à environ 200 m. Il n'y découvrit que quelques ossements d'animaux, conservés au Musée de Maredsous. Cette grotte fut creusée par l'érosion des eaux de Flavion et de quelques petits ruisseaux ; il existe aussi une importante résurgence au pied même de la cavité. Tout porte à croire que les eaux disparaissent dans le sol à Rosée et ressortent à Flavion, donnant ainsi au Trou des Nutons une plus vaste étendue que celle que les explorations répétées de spéléologues. De surprenantes découvertes pourraient être faites si l'on poussait plus loin l'exploration du trou.
L'église Saint-Martin que l'on voit aujourd'hui ne date que de 1845. En 1969 la façade fut reconstruite. L'édifice renferme un Christ en croix du XIIe siècle et quelques autres œuvres d'art du XVIIIe siècle.
Chapelle Notre-Dame de Hal, rue de Biert. Construit en 1841 par François Meunier.
Chapelle Notre-Dame de Bon Secours, rue du Cayaux. Construite en 1824 par Henriette de Rosée.
Moulin de Flavion, rue du Cayaux. Datant des XVIIe et XVIIIe siècles.
Ferme du château, rue de la Corne. Quadrilatère établi à partir d'un logis traditionnel de la 2e moitié du XVIe siècle.
Ferme Par-delà l'Eau, rue du Tram. Ensemble dispersé des XIXe et XXe siècles.
Trois monuments et une stèle conservent le souvenir des guerres mondiales et notamment de la seconde.
- Le monument aux Morts de la commune devant les écoles communales : une petite colonne en pierre entourée de quatre stèles en l’honneur des 5 victimes locales de la 1re guerre (4 soldats et 1 civil), de la 2nde guerre (3 soldats et un civil) et des 1er et 2e Corps d’Armée français.
- Le monument érigé en souvenir de la bataille de Flavion livrée en mai 1940 par l’Armée française, au nord du village dans les champs : un mât avec le drapeau français.
- Une stèle émaillée sur fond bleu, scellée en 1971 derrière le Monument aux Morts : remerciements de l’Association d’Évasion des Forces Aériennes Royales (Canada) pour l’aide des habitants. : aviateurs cachés au château et dans le village en 1940-1944).